# Liste der Kulturgüter in Lancy
Die Liste der Kulturgüter in Lancy enthält alle Objekte in der Gemeinde Lancy im Kanton Genf, die gemäss der Haager Konvention zum Schutz von Kulturgut bei bewaffneten Konflikten, dem Bundesgesetz vom 20. Juni 2014 über den Schutz der Kulturgüter bei bewaffneten Konflikten sowie der Verordnung vom 29. Oktober 2014 über den Schutz der Kulturgüter bei bewaffneten Konflikten unter Schutz stehen.
Objekte der Kategorie A sind im Gemeindegebiet nicht ausgewiesen, Objekte der Kategorie B sind vollständig in der Liste enthalten, Objekte der Kategorie C fehlen zurzeit (Stand: 13. Oktober 2021).

## Kulturgüter
| Foto |                                                                                                   | Objekt | Kat. | Typ | Standort                                      | Beschreibung                                                           |
| ---- | ------------------------------------------------------------------------------------------------- | --- | ---- | --- | --------------------------------------------- | ---------------------------------------------------------------------- |
| BW   | Datei hochladen · Wikidata zu Schloss (Gemeindehaus) und Pavillon Pictet-de-Rochemont (Q29711118) | Schloss (Gemeindehaus) und Pavillon Pictet-de-Rochemont / Château (mairie) et Pavillon Pictet-de-Rochemont KGS-Nr.: 2599 | B    | G   | Route du Grand-Lancy 41 498390 / 115588       |                                                                        |
| ja   | Datei hochladen · Wikidata zu Dreifaltigkeitskirche (Lancy) (Q29711148)                           | Dreifaltigkeitskirche / Église de la Trinité KGS-Nr.: 11800                                                              | B    | G   | Avenue Eugène-Lance 4 498314 / 115486         |                                                                        |
| ja   | Datei hochladen · Wikidata zu Notre-Dame-des-Grâces (Grand-Lancy) (Q28058310)                     | Kirche Notre-Dame-des-Grâces / Église Notre-Dame-des-Grâces KGS-Nr.: 11821                                               | B    | G   | Avenue des Communes-Réunies 7 498269 / 115400 |                                                                        |
| ja   | Datei hochladen                                                                                   | Pont Butin KGS-Nr.: 17482                                                                                                | B    | G   | Avenue de l’Ain 497494 / 117700               | Objekt liegt hälftig auf dem Gemeindegebiet von Vernier (KGS-Nr. 2641) |